# Maison des pompiers volontaires de Turku
La maison des pompiers volontaires (finnois : Turun VPK:n talo) ou Brankku est une maison regroupant des salles de fêtes et de banquets située dans le Quartier VII à Turku en Finlande,.

## Présentation
Le bâtiment de style néo-Renaissance, conçu par Karl Viktor Reinius, est construit en 1892 au centre de Turku: 
Tout au long de son histoire, le bâtiment a trois étages a appartenu aux pompiers  volontaires de Turku. 
La maison a abrité des salles de banquet depuis le début et a accueilli, entre autres, des concerts, des danses et des expositions.
La caserne de pompiers est installée dans le bâtiment dans les années 1910.
L'édifice offre à la location 530 m2 avec deux salles principales: 
- Salle des fêtes (Juhlasali), 350 m2, 500 personnes ou 400 assises.
- Salle des miroirs (Peilisali), 100 m2, 140 personnes ou 50 assises.